# Casa Trinxeria
La casa Trinxeria és una obra del municipi de Cassà de la Selva (Gironès) protegida com a bé cultural d'interès local.

## Descripció
Es tracta d'una casa urbana unifamiliar amb forta incidència formal en el conjunt de la plaça principal de Cassà. Es conserven parets interiors pintades i restes importants de mobiliari. Destaquem la façana: en els balcons el repertori decoratiu amb motius florals i elements d'una escena de cacera; les llindes neogòtiques flamígeres de les finestres; la mènsula del balcó semicircular de pedra artificial que representa Sant Jordi; també el coronament de la façana amb una cornisa i medallons que representen personatges històrics. La façana és tota arrebossada excepte el sòcol de la planta baixa que és de granit. Hi ha un interessant jardí amb una torre dipòsit i molí de vent per l'aigua del pou. La torre és d'inspiració mossàrab i és construïda amb rajol vist. També hi ha una capella particular en una habitació de la casa.

## Història
Els antecedents d'aquest edifici els tenim en la família Trinxeria d'Olot. La fundació d'aquest llinatge el trobem en el Rosselló abans del regnat de Carlemagne. Marcial de Trinxeria i de Bolós era el fill segon de la casa d'Olot. En casar-se amb Dolors Güitó i Genover, pubilla de la casa Güitó-Llac de Cassà passarà a residir en aquesta població l'any 1868. Va tenir una relació molt estreta amb la indústria del suro essent propietari de suredes i també advocat defensor dels interessos del sector.